# Aspres-lès-Corps
Aspres-lès-Corps ist eine französische Gemeinde im Département Hautes-Alpes in der Region Provence-Alpes-Côte d’Azur. Sie gehört zum Kanton Saint-Bonnet-en-Champsaur im Arrondissement Gap. Die Bewohner nennen sich Asprions.

## Geografie
Der westlichste Punkt von Aspres-lès-Corps befindet sich im Stausee Lac du Sautet. Dieser wird vom Fluss Drac gespeist, der auch die Grenze zur Gemeinde Beaufin im Département Isère bildet. Die weiteren Nachbargemeinden sind Saint-Firmin, Saint-Maurice-en-Valgodemard (Berührungspunkt), Valjouffrey, La Salette-Fallavaux und Corps. Die drei letztgenannten Gemeinden gehören ebenfalls zum Département Isère.
Der Dorfkern von Aspres-lès-Corps befindet sich sieben Kilometer von Saint-Firmin entfernt.

## Bevölkerungsentwicklung

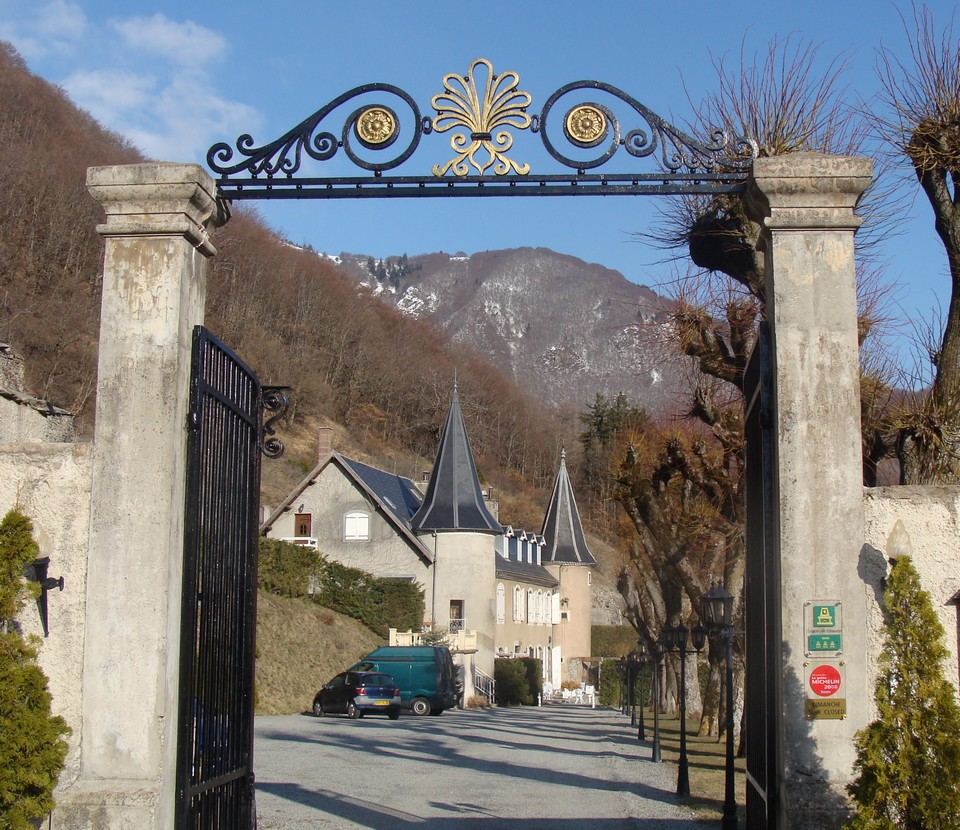
Schloss

| Jahr      | 1962 | 1968 | 1975 | 1982 | 1990 | 1999 | 2008 | 2012 |
| --------- | ---- | ---- | ---- | ---- | ---- | ---- | ---- | ---- |
| Einwohner | 197  | 181  | 147  | 147  | 119  | 121  | 134  | 129  |